# Karl Friedrich Zepernick
Karl Friedrich Zepernick (* 22. Oktober 1751 in Halle (Saale); † 5. Juli 1839 in Stichelsdorf) war ein deutscher Rechtswissenschaftler und Richter. Er wurde 1815 königlich preußischer Oberlandesgerichtsrat und Senior des Schöppenstuhls in Halle. Zepernick wurde zum letzten Salzgrafen ernannt.

## Leben

### Familie
Karl Friedrich war der Sohn von Christian Friedrich Zepernick, der ursprünglich aus Spandau bei Berlin stammte. Christian Friedrich hatte das Bürgerrecht in Halle erhalten und war als Apotheker, Achtmann und Pfänner ein angesehener und wohlhabender Bürger der Stadt. Mit dem Erwerb eines Rittergutes wurde er auch Erbherr auf Stichelsdorf. In Halle besaß er seit 1746 unter anderem das Marktschlößchen, einen repräsentativen Renaissancebau auf dem Marktplatz, in dem er seine Apotheke untergebracht hatte. In diesem Haus wurde Karl Friedrich geboren. Sein Bruder Christian Zepernick wurde Arzt und Doktor der Medizin. Er war langjähriger Präsident der Naturforschenden Gesellschaft zu Halle.

### Beruflicher Werdegang
Karl Friedrich besuchte zunächst die Latina in Halle und später das Pädagogium des Waisenhauses der Franckeschen Stiftungen. Bereits mit 17 Jahren begann er ein Studium der Rechtswissenschaften an der Universität Halle. 1773 promovierte er zum Doktor beider Rechte mit der Dissertation Inavgvralis Ivridica De Testamenti Destitvti Viribvs. Einer seiner Lehrer an der Universität war Daniel Nettelbladt, der ihn mit seinen Ideen stark beeinflusste. Schon kurz nach seiner Promotion begann er selbst, als Privatdozent für Römisches Recht an der Juristischen Fakultät der Halleschen Universität, Vorlesungen zu halten, gab aber die akademische Laufbahn 1780 vollständig auf.
Bereits 1777 wurde Zepernick zum Assessor des Schöppenstuhls in Halle, sowie der damit verbundenen Berg- und Talgerichte, berufen. Er verfasste erste rechtswissenschaftliche Werke über Römisches Recht und Lehnsrecht. 1779 gab er das Werk von Kaspar Achatius Beck, Professor der Rechte an der Universität Jena, heraus, das er mit umfangreichen Anmerkungen und eigenen Abhandlungen neu bearbeitete. 1783 erschien sein Delectus scriptorium nevellas Justiniani illustratium, ein Werk über die Justinianischen Novellen und fünf Jahre später eine Abhandlung über die Authentiken (Kaisergesetze). Von 1781 bis 1783 erschienen seine Kollectaneen zum Lehnrecht, eine Sammlung von Aufsätzen verschiedener Autoren über lehnsrechtliche Themen. 1785 wurde Zepernick zum Salzgrafen, Stadtgerichtsdirektor und Stadtschultheiß ernannt. Die feierliche Vereidigung in diese Ämter erfolgte am 13. September 1785. Schon 1783 wurde das bisherige Berg- und Talgericht sowie das Vierherrenamt des Rathauses durch eine königlich preußische Verordnung zu einer neuen Gerichtsbarkeit, dem Stadtgericht Halle, zusammengefasst. Dieses Stadtgericht übernahm nun Zepernick als Direktor und Stadtschultheiß. Mit einer umfassenden preußischen Justizreform trat 1794 das Allgemeine Landrecht für die preußischen Staaten in Kraft, das nun auch am Hallesche Stadtgericht zur Anwendung kam.
Die Verfassung des Stadtgerichts blieb bis 1808 bestehen. In diesem Jahr wurde die Stadt Halle, nach der Niederlage Preußens gegen Napoleon 1806, dem neugeschaffenen Königreich Westphalen einverleibt. In der Folge kam es zur Einführung der Westphälischen Gerichtsverfassung. Halle wurde, als Distriktstadt mit 18 Kantonen, Sitz eines Tribunals erster Instanz. Der Große Kriminalhof des Saaledepartments befand sich nun in Halberstadt und das Appellationsgericht in Kassel. Als Präsident des Tribunalgerichts in Halle wurde Zepernick eingesetzt. Nach dem Sieg in den Befreiungskriegen über Napoleon und der Wiedereingliederung Halles in den Preußischen Staat wurde Zepernick von der preußischen Justizverwaltung zum Oberlandesgerichtsrat nach Halberstadt berufen. Allerdings lehnte er dieses Amt auf Grund seines fortgeschrittenen Alters dankend ab. Trotzdem wurde ihm, wegen seiner Verdienste, mit einer Allerhöchsten Kabinettsorder der Charakter eines königlich preußischen Oberlandesgerichtsrates verliehen. Verbunden damit war eine jährliche Pension von 500 Talern. Trotz seiner Pensionierung behielt er das Seniorat im halleschen Schöppenstuhl und das Amt des Salzgrafen.
Im Ruhestand widmete er sich vor allem seiner zweiten Leidenschaft, der Numismatik. Er besaß eine wertvolle Münzsammlung und war Mitglied im Thüringisch-Sächsischen Geschichtsverein. 1822 erschien sein Werk Die Capitels- und Sedisvakanzmünzen und Medaillen der deutschen Erz-, Hoch- und unmittelbaren Reichsstifter, gesammelt und beschrieben mit 16 Kupfertafeln, das er 1825 ergänzte und berichtigte. 1834 erschienen Nachträge. Sein Werk wurde 1999 im Rahmen der Edition Numis als Reprint erneut veröffentlicht. Am 8. Oktober 1823 konnte er sein 50-jähriges Doktorjubiläum feiern. Die Juristische Fakultät der Universität Halle ehrte ihn mit der Erneuerung seines Diploms, das ihm feierlich in einer Silberkapsel vom Dekan der Fakultät Christian Friedrich Mühlenbruch überreicht wurde. Bei der Einweihung des neuen Universitätsgebäudes in Halle am 31. Oktober 1834 wurde er von der Philosophischen Fakultät zum Ehrendoktor der Philosophie ernannt. 1835 jährte sich zum 50. Mal der Tag seiner Ernennung zum Stadtgerichtsdirektor und zum Salzgrafen, letzteres ein Titel bzw. Amt, das nach seinem Tod nicht mehr vergeben wurde. Geehrt von der Salzwirkerbrüderschaft im Tale zu Halle, den Halloren, wurde ihm außerdem ein silberner Pokal von der Pfännerschaft überreicht. Eine Deputation des Oberbergamtes in Halle verlieh ihm im Auftrag des preußischen Königs Friedrich Wilhelm III. den Roten-Adler-Orden III. Klasse.
Seine Altersjahre verbrachte er in seinem Bürgerhaus, dem Marktschlößchen, in Halle, aber auch auf dem von seinem Vater geerbten Rittergut in Stichelsdorf. Dort starb er am 5. Juli 1839 im Alter von 87 Jahren. Er wurde auf dem Stadtgottesacker in Halle unter großer Anteilnahme der Bürgerschaft am 8. Juli 1839 bestattet. Sein Grab befindet sich im Gruftbogen Nr. 27. Das Erbbegräbnis, in dem auch sein Vater und Bruder beigesetzt wurden, hatte sein Urgroßvater mütterlicherseits 1662 erworben. Die Halloren gaben ihm das letzte Geleit. Seine Gattin stiftete kurz nach seinem Tod, einer alten Tradition folgend, den Halloren einen Silberbecher. Testamentarisch verfügte Zepernick, dass das ihm gehörende Gelände vor dem Steintor in Halle, das er der Marktkirche Unser Lieben Frauen in Halle vererbte und deren Kirchvater bzw. Oberkirchvater er von 1798 bis 1821 war, unter dem Namen Zerpernicks Breite auf ewig unbebaut bliebe. Das Feld umfasste etwa 33 Morgen. Später kam es deswegen zu erheblichen juristischen Problemen, als der Preußische Staat das Gebiet 1874 für 405.000 Mark erwarb und das Universitätsklinikum auf dem Gelände errichtete.

### Ehe und Nachkommen
Karl Friedrich Zepernick heiratete am 27. Dezember 1781 in Halle Magdalena Wilhelmine Glück (* 4. Juni 1757 in Halle). Das Paar hatte mehrere Kinder, die alle noch vor ihren Eltern verstarben. Ein Sohn, Friedrich Wilhelm Zepernick, erschoss sich 1815 als Student der Rechte (cand. jur.) und Auskulator im Alter von 26 Jahren. Mit seiner Frau konnte er noch im Dezember 1831 Goldene Hochzeit feiern. Sie starb wenige Wochen nach ihm, am 13. August 1839 und wurde ebenfalls auf Stadtgottesacker im Gruftbogen 27 bestattet.

## Schriften

### Autor
- Nachträge zu den Ergaenzungen und Berichtigungen des Versuchs über die Capitels- und Sedisvacanzmünzen und Medaillen der deutschen Erz-, Hoch- und freien ReichsStifter. Gebauer, Halle 1834.
- Ergaenzungen und Berichtigungen des Versuchs über die Capitels- und Sedisvacanzmünzen und Medaillen der deutschen Erz-, Hoch- und freien Reichsstifter. Gebauer, Halle 1825.
- Die Capitels- und Sedisvacanzmünzen und Medaillen der deutschen Erz-, Hoch- und unmittelbaren Reichsstifter. Gebauer, Halle 1822, bzw. als Reprint: Münzhandel und Verlag Strothotte, Gütersloh 1999; ISBN 3-9804467-7-8.
- Libellorvm Avthenticas Codicis Rep. Prael. Earvmqve Historiam Illvstrantivm. Heller, Halle 1788.
- Delectus scriptorum novellas Justiniani illustrantium. Halle 1783.
- Inavgvralis Ivridica De Testamenti Destitvti Viribvs. (Dissertationsschrift), Hendel, Halle 1773–1774.

### Herausgeber
- Miscellaneen zum Lehnrechte. Hendel, Halle 1787–1794.
- Sammlung auserlesener Abhandlungen aus dem Lehnrechte. Verlag der Rengerschen Buchhandlung, Halle 1781–1783.
- Caspar Achatii Beck Olim Serenissimorvm Saxoniae Dvcvm Conciliarii Avlici Et Antecessoris Ienensis De Novellis Leonis Avgvsti Et Philosophi Earvmqve Vsv Et Avctoritate Liber Singvlaris. Hendel, Halle 1779.